# Magaš
Magaš (izvirno srbsko Магаш) je naselje v Srbiji, ki upravno spada pod Občino Bojnik; slednja pa je del Jablaniškega upravnega okraja.

## Demografija
V naselju živi 171 polnoletnih prebivalcev, pri čemer je njihova povprečna starost 49,5 let (46,0 pri moških in 53,4 pri ženskah). Naselje ima 87 gospodinjstev, pri čemer je povprečno število članov na gospodinjstvo 2,34.
To naselje je, glede na rezultate popisa iz leta 2002, večinoma srbsko, a v času zadnjih treh popisov je opazno zmanjšanje števila prebivalcev.
|  |

| Demografija | Demografija     | Demografija     |
| Leto        | Št. prebivalcev | Št. prebivalcev |
| ----------- | --------------- | --------------- |
|             |                 |                 |
|             |                 |                 |
|             |                 |                 |
|             |                 |                 |
| 1948        | 619             |                 |
| 1953        | 682             |                 |
| 1961        | 688             |                 |
| 1971        | 500             |                 |
| 1981        | 342             |                 |
| 1991        | 271             | 271             |
| 2002        | 215             | 204             |
|             |                 |                 |

| Etnična sestava po popisu iz leta 2002 | Etnična sestava po popisu iz leta 2002 | Etnična sestava po popisu iz leta 2002 | Etnična sestava po popisu iz leta 2002 | Etnična sestava po popisu iz leta 2002 |
| -------------------------------------- | -------------------------------------- | -------------------------------------- | -------------------------------------- | -------------------------------------- |
| Srbi                                   | Srbi                                   |                                        | 149                                    | 73,03%                                 |
| Romi                                   | Romi                                   |                                        | 54                                     | 26,47%                                 |
| Črnogorci                              | Črnogorci                              |                                        | 1                                      | 0,49%                                  |
| Neznano                                | Neznano                                |                                        | 0                                      | 0,0%                                   |